# Richard Runmark
August Richard Runmark, född den 24 januari 1885 i Jällby församling, Älvsborgs län, död den 1 december 1959 i Stockholm, var en svensk företagsledare. Han var far till Bo Runmark.
Runmark avlade realskoleexamen 1900 och examen från handelsskola 1909. Han blev kontorschef i Svenska Morgonbladet 1909 och verkställande direktör där 1917. Runmark var verkställande direktör i Svenska kyrkans diakonistyrelses bokförlag 1920–1955 (styrelseledamot där från 1920) och direktör i Libraria från 1923 (styrelseordförande 1926–1942). Han var styrelseledamot i Svenska bokförläggareföreningen 1934–1953, ledamot av Svenska kyrkans missionsstyrelses arbetsutskott från 1932, av direktionen för Svenska missionssällskapet från 1937, av Lutherska Världsförbundets svenska sektion från 1938 och av Sigtunastiftelsens ekonomiutskott från samma år. Runmark var Överståthållareämbetets ombud i lokalstyrelsen för Vasa realskola från 1935, ledamot av kyrko- och skolråd i Gustav Vasa församling från 1932 och av Stockholms församlingsdelegerade 1943–1955. Han vilar i en familjegrav på Norra begravningsplatsen utanför Stockholm.